# Wolfgang Dinslage
Wolfgang Dinslage (* 1968 in Düren) ist ein deutscher Filmregisseur, Drehbuchautor und Darsteller.

## Leben und Wirken
Wolfgang Dinslage ist am Burgau-Gymnasium Düren zur Schule gegangen und hat dort mit seinem Abiturjahrgang eine Persiflage auf die Winnetou-Filme gedreht, in der Pierre Brice einen kurzen Gastauftritt hatte.
Nach einem anfänglichen Medizinstudium, begann er im Jahr 2000 ein Studium der Film- und Fernsehregie an der Universität Hamburg. Bereits sein Erstsemester-Kurzfilm Quak gewann zahlreiche Preise, unter anderem den FFA-Kurzfilmpreis Short Tiger im Jahr 2001. 
Sein Studium beendete Wolfgang Dinslage 2002 mit dem ebenfalls mehrfach ausgezeichneten Diplomfilm Die Katze von Altona. Im Jahr 2011 gehörte er zu den Mitbegründern der Aachener Schauspielschule.
Nach seinem Fernsehdebüt 2010 Zurück zum Glück, einer SAT1-Komödie, folgte 2012 sein Kino-Debüt Für Elise. Dieser feierte am 16. Juni auf dem Festival des deutschen Films seine Premiere und wurde dort mit dem Filmkunstpreis ausgezeichnet und kam am 23. August in die deutschen Kinos.
Wolfgang Dinslage wohnt in Berlin.

## Filmografie (Auswahl)

### Regie
- 1999: Ausverkauft (Drehbuch, Co-Regie), (Kurzfilm)
- 2000: Quak (Kurzfilm)
- 2001: Morgengrauen (Kurzfilm)
- 2002: Die Katze von Altona (Kurzfilm)
- 2006: Fussballfieber (Episodenfilm)
- 2010: Zurück zum Glück (Fernsehfilm)
- 2012: Für Elise (Kinofilm)

### Darsteller
- 1999: Ausverkauft (Kurzfilm)
- 1999: Bang Boom Bang – Ein todsicheres Ding
- 1999: Jacks Baby (Fernsehfilm)
- 2000: Quak (Kurzfilm)
- 2003: Beach Boys - Rette sich wer kann (Fernsehfilm)
- 2004: Stromberg (Fernsehserie)
- 2008: Mein Traum von Venedig (Fernsehfilm)
- 2009: Résiste – Aufstand der Praktikanten

## Auszeichnungen (Auswahl)
- 2000: Deutscher Filmschulpreis in Bronze für Quak
- 2001: FFA-Kurzfilmpreis Short Tiger für Quak
- 2002: Nominierung für den First Steps Award in der Kategorie Spielfilme bis 60 Minuten für Die Katze von Altona
- 2002: Nominierung für den Deutschen Kurzfilmpreis in Gold in der Kategorie Outstanding Short Film - Under 30 Minutes Length für Die Katze von Altona
- 2002: Nominierung für den Studio Hamburg Nachwuchspreis für Die Katze von Altona
- 2002: Nominierung für den Max-Ophüls-Preis in der Kategorie Bester Kurzfilm für Morgengrauen
- 2003: Publikumspreis des Filmfestivals Münster für Die Katze von Altona
- 2003: Gewinner des Filmfests Schleswig-Holstein Augenweide für Die Katze von Altona
- 2003: Publikumspreis des International Film Festival Taipehs für Die Katze von Altona
- 2003: Publikumspreis des Studentenfilmfestivals Sehsüchte für die Katze von Altona
- 2012: Filmkunstpreis beim Festival des deutschen Films für Für Elise[1]

## Wissenswertes
- In seiner Jugend war Wolfgang Dinslage Fußballtorwart bei der SG Düren 99.[2]
- Neben seiner Regietätigkeit war Wolfgang Dinslage auch als Darsteller tätig. Er wirkte unter anderem in der bekannten deutschen Fernsehserie Stromberg mit, war in dem Kinofilm Bang Boom Bang und auch in Werbespots einer Media-Markt-Kampagne zu sehen.